# Tapeinosperma pulchellum
Tapeinosperma pulchellum är en viveväxtart som beskrevs av Carl Christian Mez. Tapeinosperma pulchellum ingår i släktet Tapeinosperma och familjen viveväxter. Inga underarter finns listade i Catalogue of Life.